# 원교 (동진)
원교(袁喬, ? ~ ?)는 중국 동진의 관료이다. 자는 언숙(彦叔)이다. 원환의 증손인 원괴의 아들이다.
저작좌랑(著作佐郞)으로 관직 경력을 시작하였다. 보국장군(輔國將軍) 환온의 요청에 의해 사마(司馬)가 되었다. 이후 상서랑, 광릉상(廣陵相) 등을 역임하였다.
건무장군(建武將軍), 강하상(江夏相)으로 있을 때인 346년, 환온이 성한을 정벌하려고 했을 때 모두가 불가하다고 했지만, 원교는 성한을 칠 것을 권유하였다. 환온은 원교의 말을 따라 정벌에 나섰고, 원교에게 2천명을 이끌게 하여 선봉으로 삼았다. 성한 정벌에서 전공을 세운 원교는 성한의 군주 이세가 항복한 뒤 이세의 부하 무장인 외문(隗文)이 반란을 일으키자 이를 진압하였다. 이에 용양장군(龍驤將軍)의 칭호를 받고 상서백(湘西伯)에 봉해졌으나, 이내 36세의 나이로 사망하였다. 환온은 그의 죽음을 애석하게 여겨 익주자사에 추증하고 시호를 간(簡)이라 하였다.

## 자손
- 아들: 원방평(袁方平)
  - 손자: 원산송(袁山松)

## 참고 문헌
- 《진서》 권83, 원교전.